# Amchur

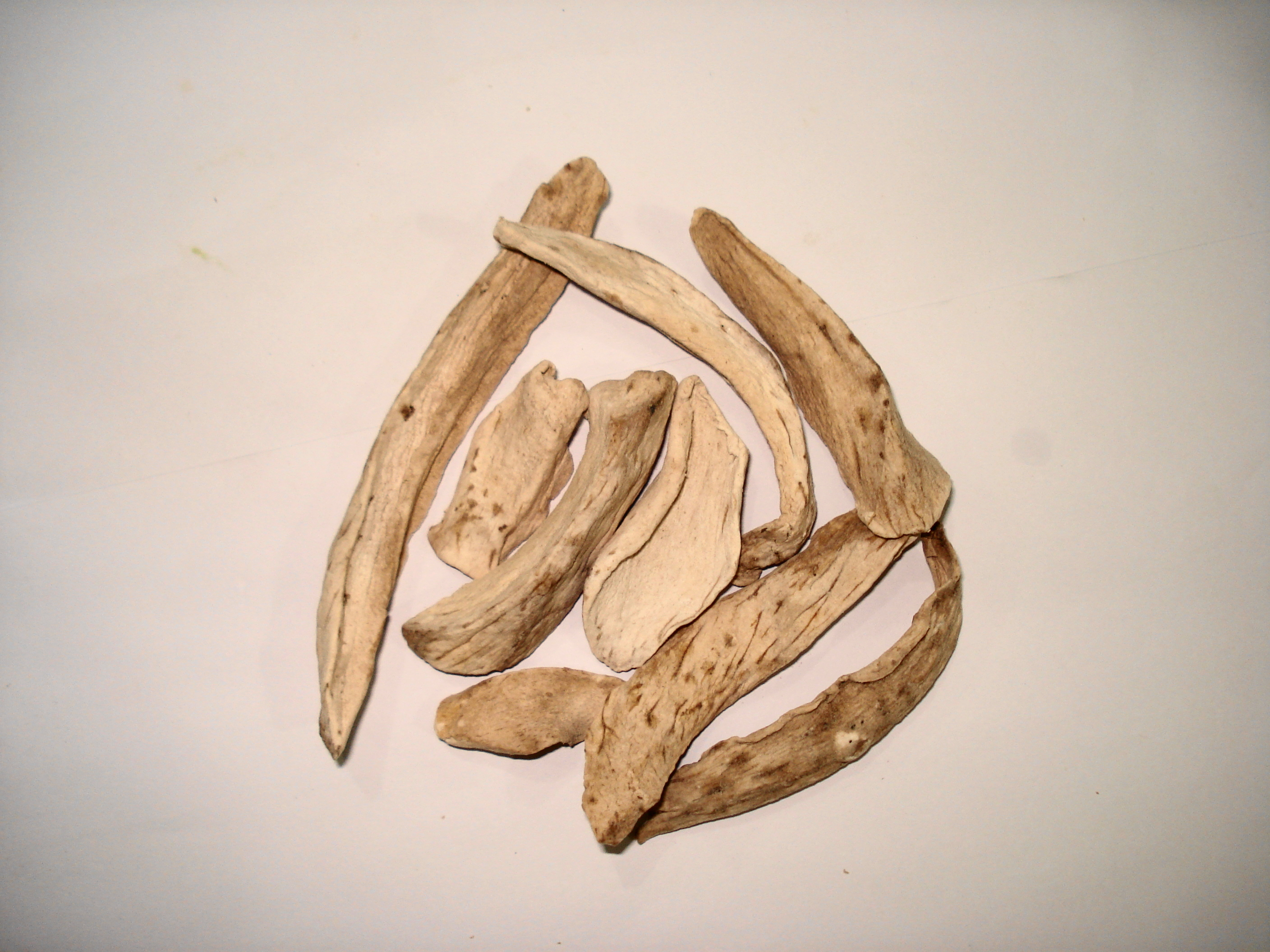

L’amchur (parfois orthographié amchoor ou aamchur) est préparé à partir de mangues vertes séchées et réduites en poudre,,, et utilisé comme épice dans la cuisine du nord de l'Inde, pour apporter de l'acidité dans différents plats (samosas, pakora, soupes, pâtisseries, chutneys, pickles, dal…) ou encore pour faire mariner des viandes,.
De couleur brun clair, il est parfois commercialisé en tranches, mais le plus souvent en poudre.